# Messane Bräutigam

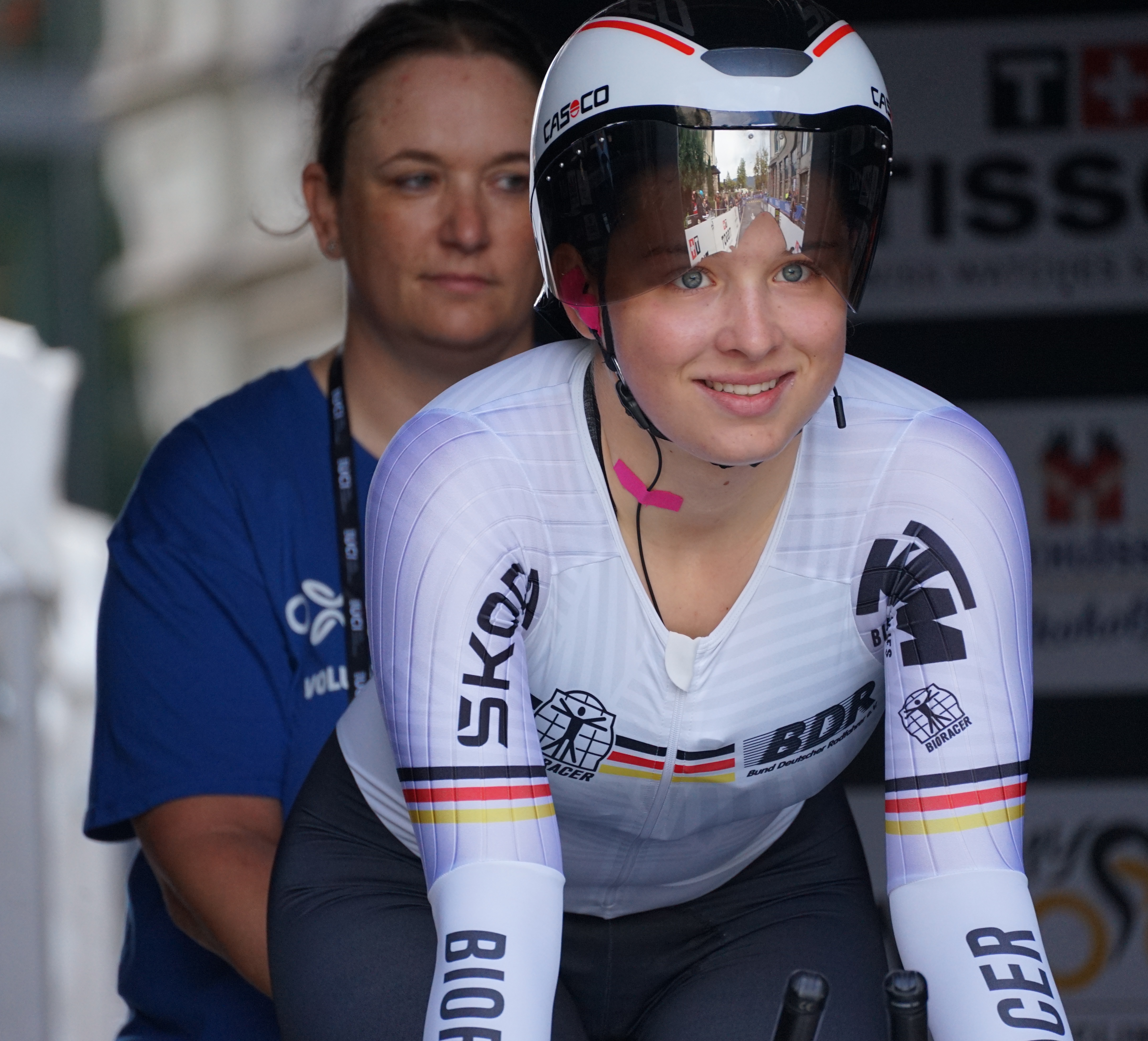
Bräutigam bei den Straßenradsport-Weltmeisterschaften 2024

Messane Bräutigam (* 11. April 2006 in Jena) ist eine deutsche Radrennfahrerin, die auf der Straße, der Bahn und im Cyclocross aktiv ist.

## Sportliche Laufbahn
Messane Bräutigam begann bereits 2013 mit dem Radsport und löste 2014 zum ersten Mal eine Lizenz. Sie gewann u. a. die Ostthüringen-Tour 2016 und 2018 und wurde 2020 Deutsche Meisterin ihrer Klasse im Zeitfahren und im Straßenrennen. Sie startete seit Beginn ihrer Karriere für ihren Heimatverein RSV Rheinzabern.
2023 und 2024 gehörte sie dem Nationalkader Straße/Bahn U19w des BDR an und sie nahm im ersten Jahr an der Weltmeisterschaft in Cali (Kolumbien) und der Europameisterschaft in Anadia (Portugal) teil.
2024 wurde sie Achte bei der Flandern-Rundfahrt. Beim Life's an Omnium Madison in Grenchen erzielte sie als Zweite im Madison ihre ersten UCI-Ranglistenpunkte in der Elite. Bei den Bahnradsport-Europameisterschaften der Junioren 2024 in Cottbus gewann sie mit dem Team die Goldmedaille in der Mannschaftsverfolgung und die Bronzemedaille im Madison zusammen mit Judith Rottmann. Bei den folgenden Junioren-Weltmeisterschaften im chinesischen Luoyang wurde sie Weltmeisterin im Ausscheidungsfahren und gewann eine Silbermedaille im Madison wieder zusammen mit Judith Rottmann.
Bei den Europameisterschaften 2024 gewann sie bei den Juniorinnen die Silbermedaille genauso wie mit der Mixed-Staffel im Team Mixed Relay. Bei den Weltmeisterschaften in Zürich wurde sie bei den Juniorinnen Achte im Einzelzeitfahren.
Zum Abschluss des Jahres belegte sie den zweiten Platz bei der Deutschen Meisterschaft der Elite im Omnium.
Seit dem 1. Januar 2025 ist sie Mitglied des UCI-Teams AG Insourance-Soudal U23 (Development Team des belgischen AG Insurance-Soudal Teams).

## Privates
Bräutigam absolvierte im Sommer 2023 ihre Prüfungen zum Abitur am Seminaire des Jeunes in Walbourg in Frankreich.

## Erfolge

### Bahn
2023
- Deutsche Junioren-Meisterin – Omnium, Mannschaftsverfolgung (mit Jule Märkl, Joelle Amelie Messemer und Hannah Kunz)
- Junioren-Europameisterschaft – Zweier-Mannschaftsfahren (mit Seána Littbarski-Gray)

2024
- Junioren-Weltmeisterin – Ausscheidungsfahren
- Junioren-Weltmeisterschaft – Madison (mit Judith Rottmann)
- Junioren-Europameisterin – Mannschaftsverfolgung (mit Joelle Messemer, Magdalena Leis, Julia Servay, Judith Rottmann)
- Junioren-Europameisterschaft – Madison (mit Judith Rottmann)
- Deutsche Junioren-Meisterin – Mannschaftsverfolgung, Madison

2025
- Nation-Cup, Konya, Mannschaftsverfolgung (mit Lisa Klein, Franziska Brauße und Laura Süßemilch)
- Deutsche Meisterin – Derny (hinter Peter Bäuerlein)
- Deutsche Meisterin – Punktefahren, Scratch, Ausscheidungsfahren, Zweier-Mannschaftsfahren (mit Lea Lin Teutenberg)
- U23-Europameisterin – Scratch, Zweier-Mannschaftsfahren (mit Fabienne Jährig)
- U23-Europameisterschaft – Mannschaftsverfolgung (mit Seána Littbarski-Gray, Hannah Kunz, Pia Grünewald und Selma Lantzsch)

### Cyclocross
2022/2023
- Deutsche Junioren-Meisterin

### Straße
2024
- Junioren-Europameisterschaften – Straßenrennen
- Junioren-Europameisterschaften – Mixed Relay